# Іризація

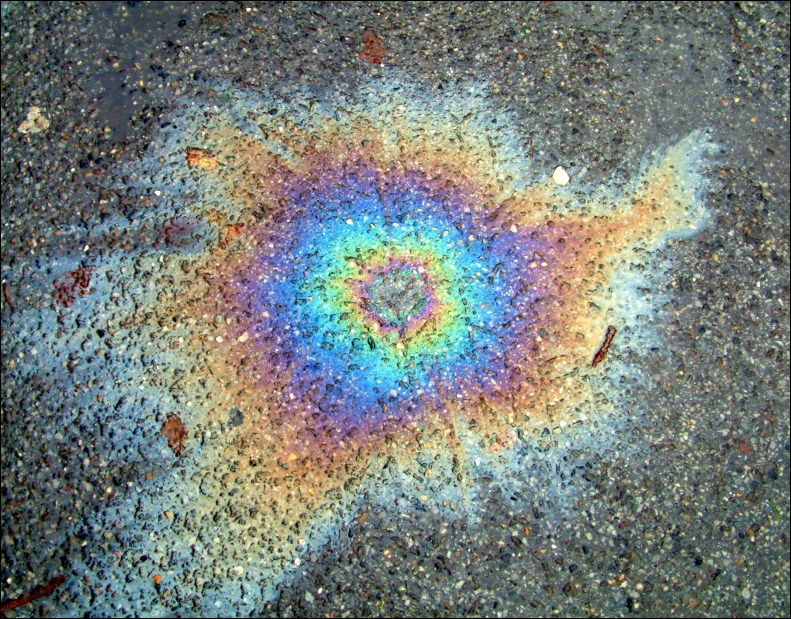
Іризація в плямі бензину

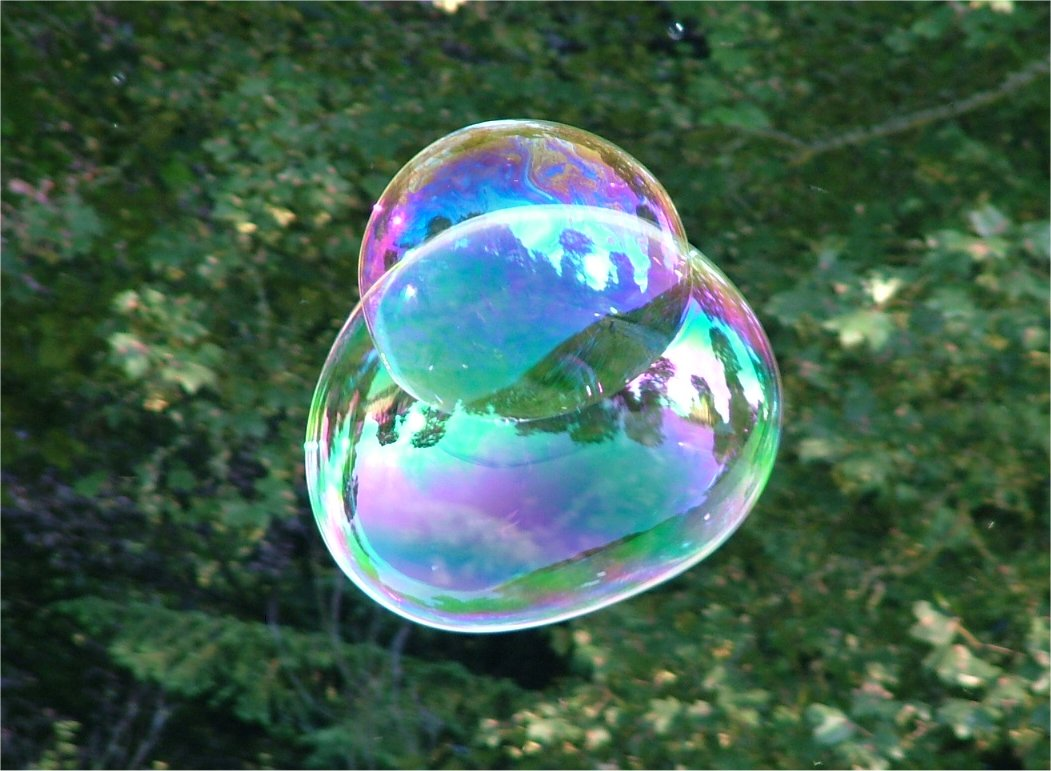
Іризація на поверхні мильних бульбашок повітря

Іризація — оптичний ефект, який полягає у тому, що поверхня тіла змінює колір залежно від кута спостереження або кута освітлення.  Проявляється у деяких мінералів, при розтіканні плівок нафтопродуктів поверхнево-активних речовин на поверхні води, у деяких живих істот.
У мінералогії — яскравий кольоровий полиск на певних гранях і площинах спайності кристалів при певному положенні їх відносно джерела світла. Пов'язаний з наявністю субмікроскопічних включень або анізотропією зразка, перш за все — мінералів.
- Синонім — лабрадоризація.

## Основи
Через заломлення та інтерференцію світла на тонких поверхневих шарах об’єкта цей об’єкт здається мерехтливим у кольорах веселки. Кольори інтерференції залежать від кута огляду, вони виникають як ефект суперпозиції через відбиття світла на границях шару. Переливи відомі не лише перламутровими устрицями та мильними бульбашками.
На додаток до різних кольорів, райдужність характеризується зміною кольорів навіть при невеликих змінах кута огляду: райдужність, коли глядач, спостережуваний об’єкт або джерело світла рухаються. Це явище не можна відтворити фотографічно за допомогою одного зображення.

## Біологія
У біології райдужність широко поширена у рослин і тварин. Це явище посилюється у вологих умовах. Пташині яйця також можуть бути райдужними.

## Метеорологія

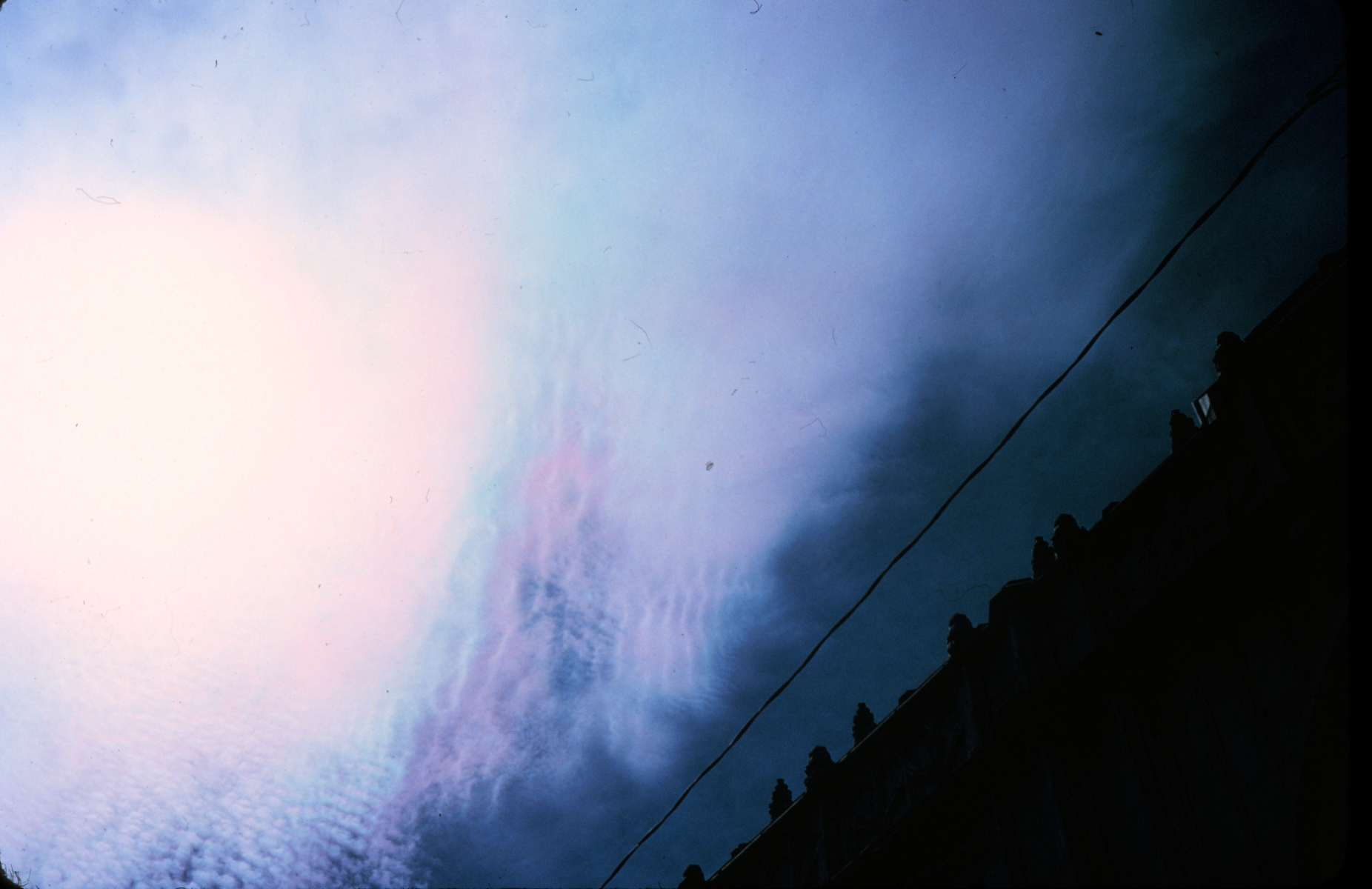
Іризація на хмарі

У метеорології говорять про райдужні хмари та перламутрові хмари, коли хмари висвітлюються перламутровими кольорами. Іризація тут здійснюється втручанням. Кольори залежать від розміру крапель або кристалів льоду та від того, як на них падає світло.

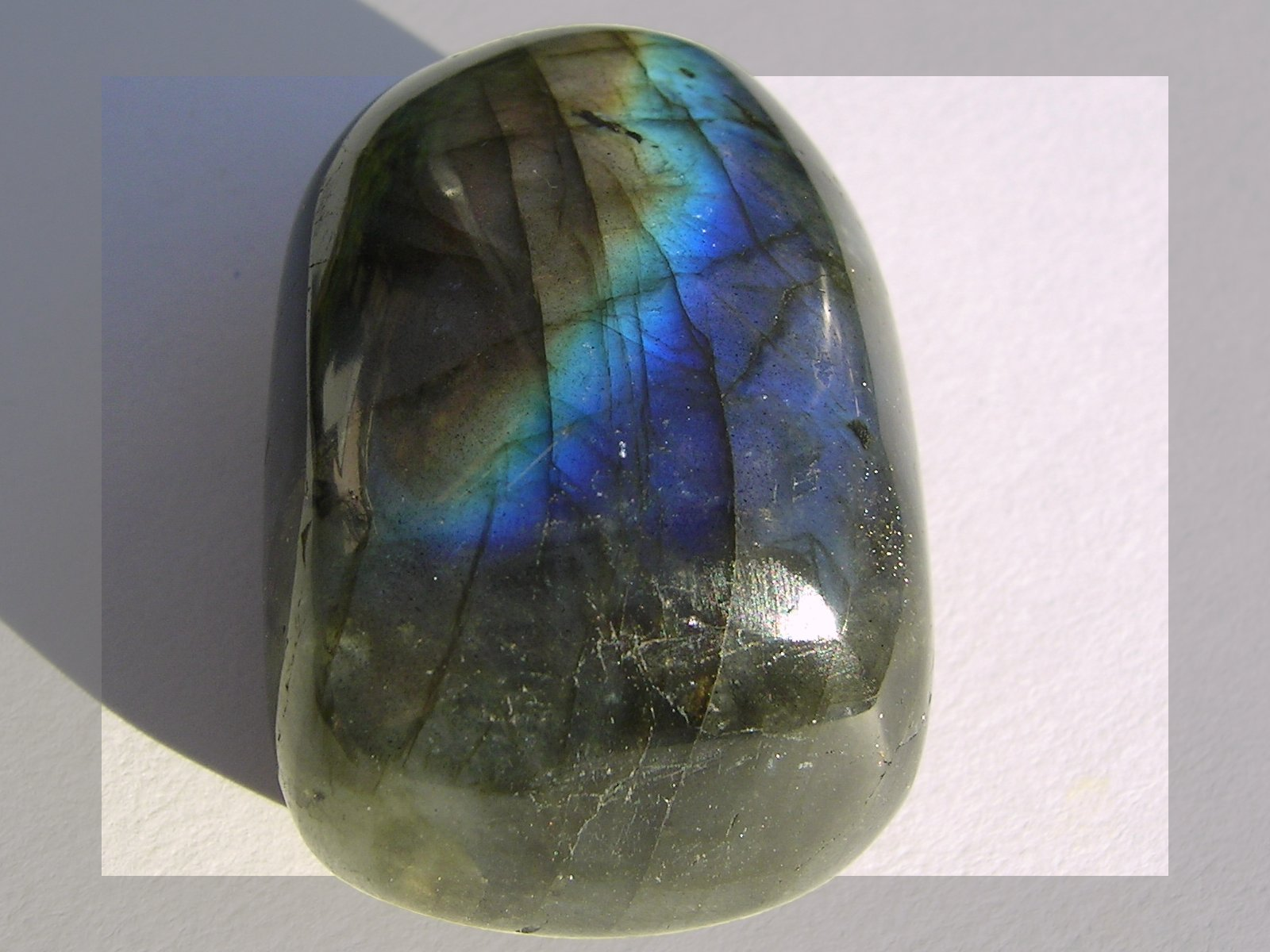
Лабрадоритовий камінь

## Лакофарбові матеріали
Синтетично виготовлені райдужні кольори з додаванням перламутрових пігментів використовуються, серед іншого, як друкарські фарби для виробництва ефектних наклейок і як ефектні фарби в автомобільній промисловості.

## Коштовне каміння
Дуже популярним є дорогоцінне каміння з чітко вираженими переливами. Тріщини створюють більш-менш регулярне нашарування матеріалу, на якому промені падаючого світла розриваються та перекриваються. Лабрадорит демонструє особливо виражену райдужну гру кольорів з металевим блиском, і цей оптичний ефект також називають «лабрадоризацією».

## Перламутр

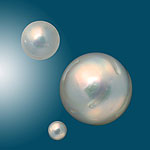
Перли

Особливою формою іризації є перламутр. Тут регулярне та концентричне нашарування перламутру і є причиною іризації.

Його імітація у вигляді блискучого, мерехтливого покриття на скляних, порцелянових або керамічних поверхнях називається глянцем.

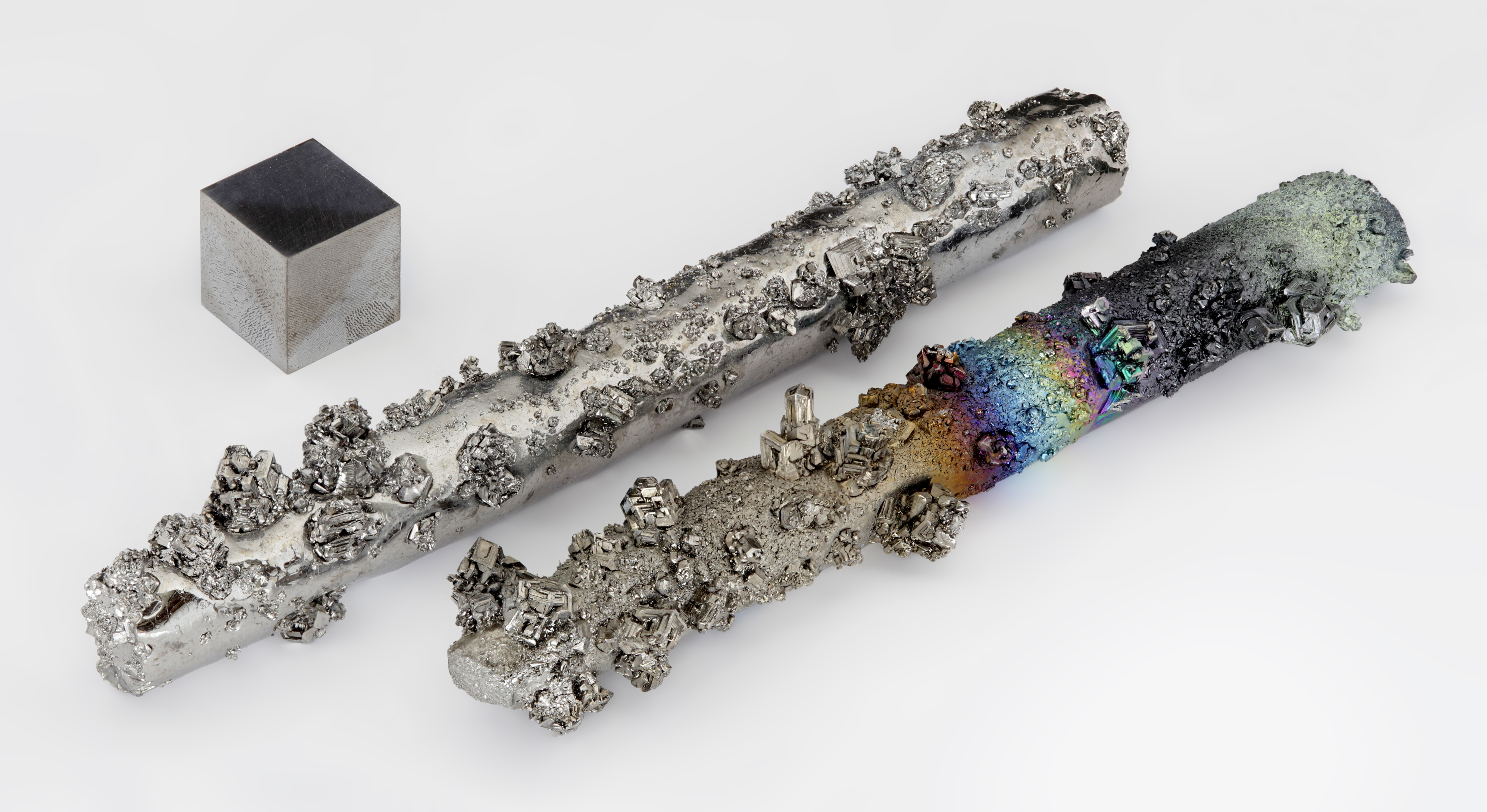
Іризація на вольфрамовому стрижні

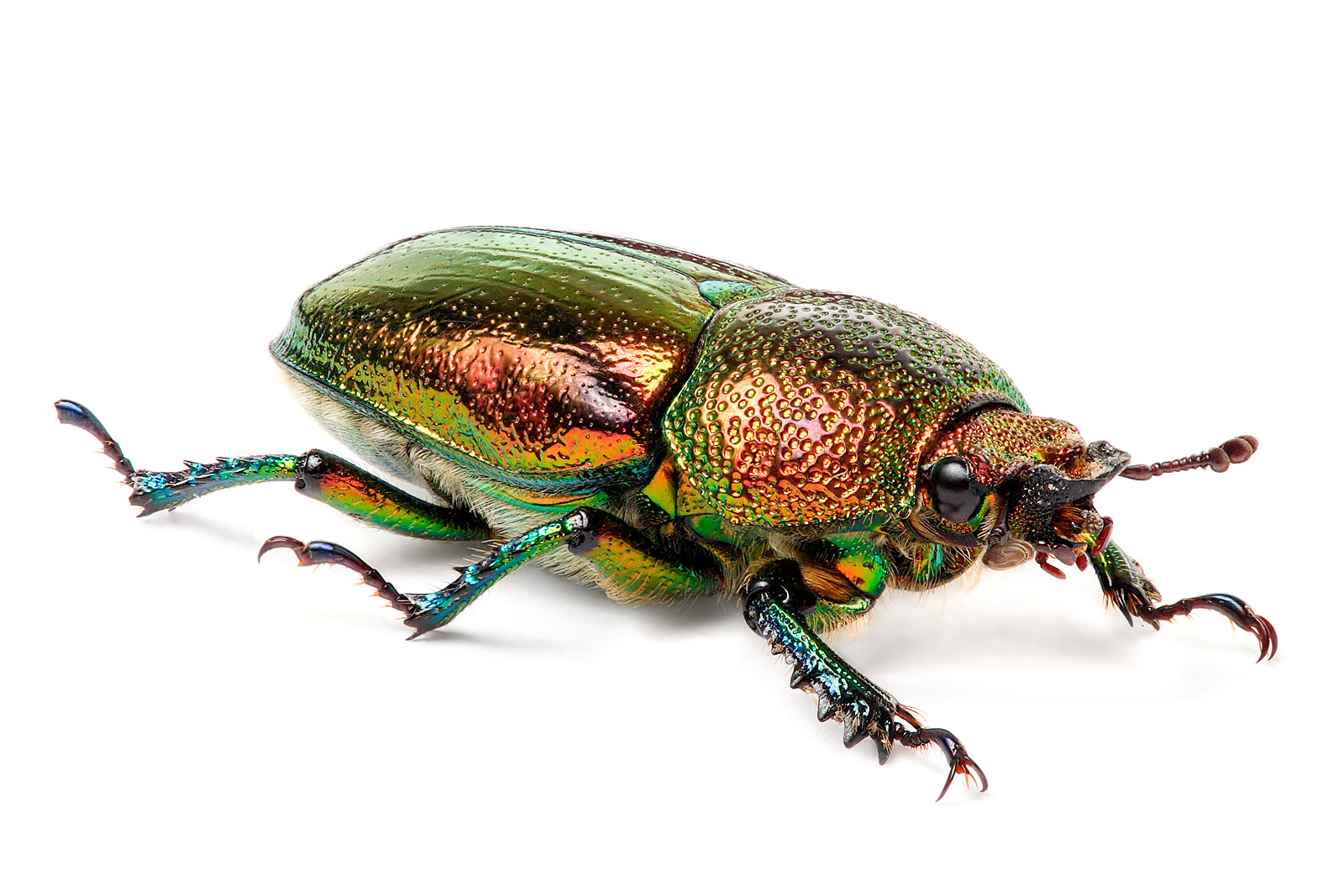
Іризація на роговій поверхні панциря жука
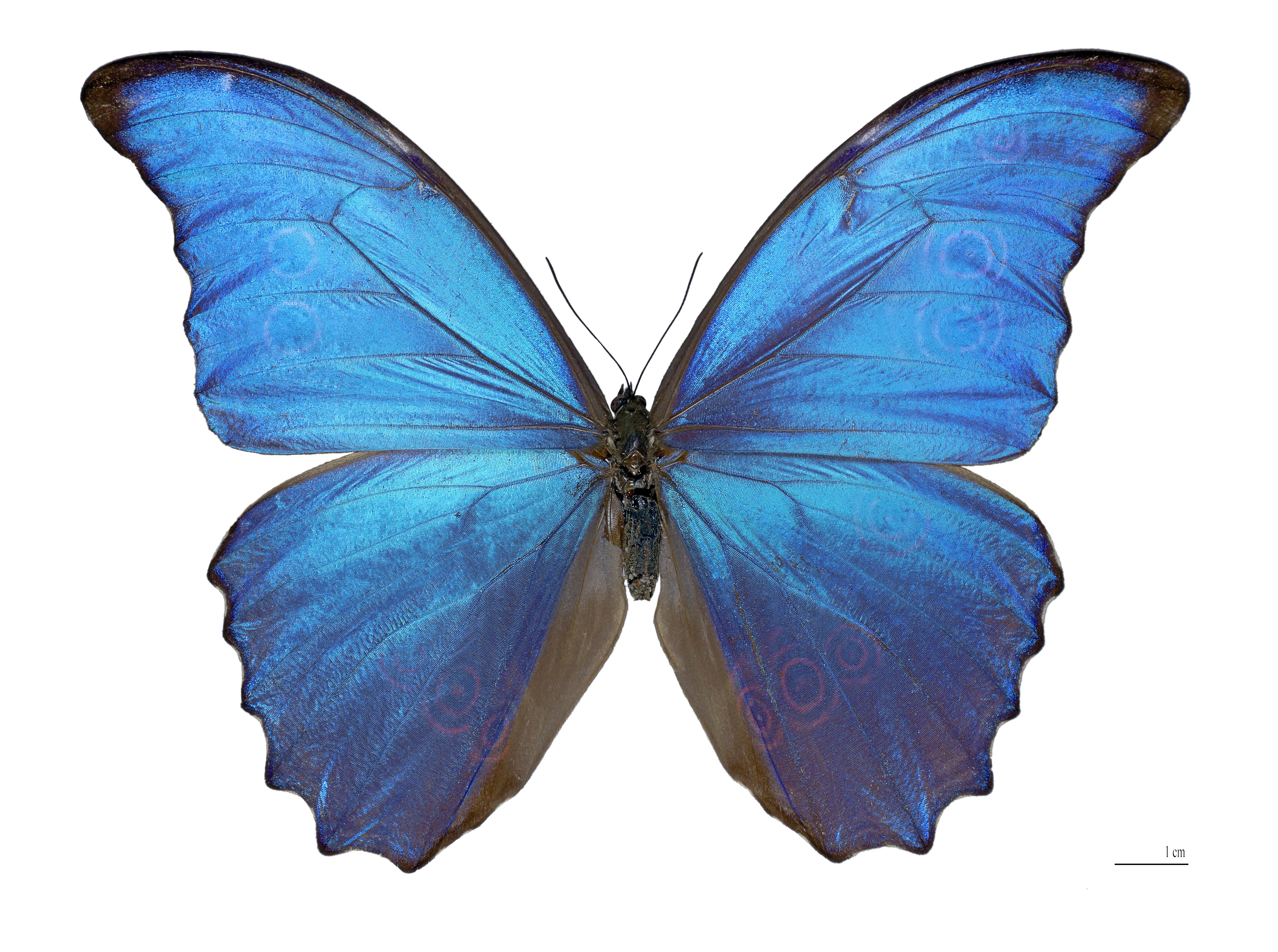
Іризація метелика
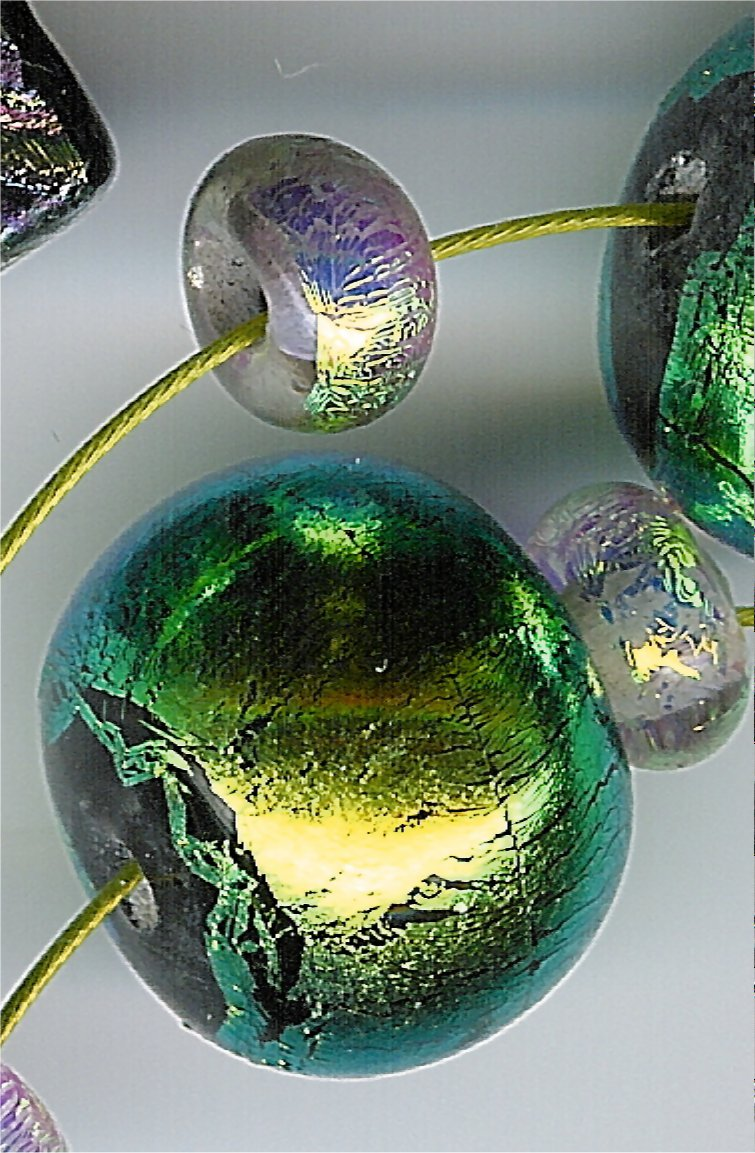
Іризація на кераміці
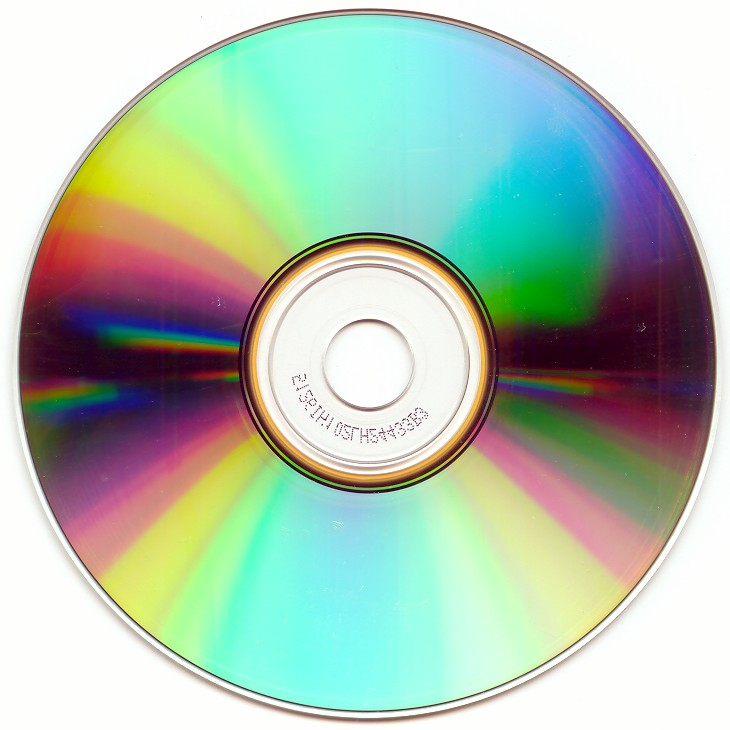
Іризація на CD-дисках